# TV Altdorf
Der Turnverein 1881 Altdorf e.V. ist ein Sportverein aus Altdorf bei Nürnberg, dessen Volleyball-Frauenmannschaft seit 2020 in der 2. Bundesliga Süd vertreten ist.

## Vereinsgeschichte
Wie im vollständigen Vereinsnamen ersichtlich, wurde der TV Altdorf im Jahr 1881 als Turnverein gegründet. Erste überregionale Erfolge gelangen der 1948 ins Leben gerufenen Tischtennisabteilung, deren Frauenmannschaft 2005 aus der Regionalliga Süd in die zweite Bundesliga aufstieg und bis zu ihrem freiwilligen Rückzug 2009 in der Südstaffel um Punkte kämpfte. Noch erfolgreicher waren die weiblichen Judoka, die im gleichen Jahr in die zweithöchste deutsche Klasse einzogen und zwei Saisons später sogar den Sprung in die Beletage der Kampfsportart schafften.
Zu dieser Zeit spielten die besten Volleyballerinnen des Vereins noch in der Regionalliga Südost. Sie waren 2006 aus der Landesliga Nordwest in die Bayernliga Nord aufgestiegen, schmetterten und baggerten dort zwei Spielzeiten um Punkte, Sätze und Siege und verbrachten nach dem nächsten Aufstieg vier Spieljahre in der zu diesem Zeitpunkt noch dritthöchsten deutschen Spielklasse, bevor sie sich 2012 als Fünfte für die neu geschaffene 3. Liga Ost qualifizierten. Wiederum zwei Jahre später konnten sie zum ersten Mal die Meisterschaft in dieser Klasse erringen, blieben anschließend jedoch in der Liga. 2020 war es dann soweit. Obwohl sie coronabedingt zwei Spiele weniger als der Zweite TSV Unterhaching hatten, distanzierten die Spielerinnen aus Mittelfranken den Club aus Oberbayern um acht Punkte und entschieden sich für den Aufstieg in die nächsthöhere Spielklasse. In ihrem ersten Zweitligajahr belegten die Fränkinnen den neunten Rang, ein Jahr später toppten sie dieses Ergebnis als Dritte der Liga. In der Saison 2022/23 wurden sie Vizemeister.

## Volleyballteams
Neben der Bundesligamannschaft gibt es noch die Frauen 2, 3 und 4 im Erwachsenenbereich und mehrere weibliche Jugendteams.

## Weitere Sportangebote
Die im Jahr 2023 über 2500 Mitglieder können sich in folgenden weiteren Sportarten betätigen: Aerobic, Badminton, Basketball, Eisstockschießen, Freitagskicker, Handball, Ju-Jutsu, Kegeln, Kickboxen, Lauftreff, Leichtathletik, Orientierungslauf, Rock ’n’ Roll, Schwimmen, Taekwondo, Tennis, Tischtennis, Triathlon, Turnen und Parcours, Walking.
In der Abteilung Fit & Gesund werden unter anderem verschiedene Gymnastik- und Aerobicgruppen angeboten, ebenso Nordic Walking, Quijong und Rückentraining. Eine eigene Abteilung bildet die Herzsportgruppe.
In der Kindersportschule KISS wird den jüngeren Vereinsmitglieder eine sportartenübergreifende Grundausbildung angeboten, die auch soziale und gesundheitliche Aspekte nicht außer Acht lässt. Für Familien ist das Turnen für Kind und Eltern möglich.